# 富貴駅
富貴駅（ふきえき）は、愛知県知多郡武豊町にある名古屋鉄道（名鉄）の駅である。駅番号はKC17。当駅で河和線から知多新線が分岐する。

## 歴史
- 1932年（昭和7年）7月1日 - 知多鉄道の駅として開業する。
- 1943年（昭和18年）2月1日 - 知多鉄道が名古屋鉄道に合併し、同社の駅となる。
- 1966年（昭和41年）度 - 貨物営業廃止[1]。
- 1974年（昭和49年）6月30日 - 知多新線が開業し分岐駅となるとともに、特急列車が停車するようになる。
- 1980年（昭和55年） - ホーム有効長を8両に延長[2]。
- 2007年（平成19年）3月14日 - トランパスの供用を開始する。
- 2011年（平成23年）2月11日 - ICカード乗車券「manaca」の供用を開始する。
- 2012年（平成24年）2月29日 - トランパスの供用を終了する。
- 2023年（令和5年）9月30日 - 終日無人化[3]。

## 駅構造
単式ホーム1面1線と島式ホーム1面2線の計2面3線の地上駅で、駅集中管理システムが導入された無人駅である（管理駅は知多半田駅）。2023年（令和5年）9月29日までは終日駅員が配置されていた。改札口は1番ホーム側の河和・内海寄りにあり、自動券売機（継続manaca定期乗車券の購入も可能だが、名鉄ミューズカードでの決済は7:00～22:00の間に限られる）を1台備えている。ホームは全て8両編成に対応しているが、河和・内海寄りに構内踏切があるため、2・3番ホームの長さは1番ホームより僅かに短い。そのため2021年に運行された2000系と9500系による特別列車の場合は上りのみ最後尾の車両を締切した。
各ホームと駅舎は、河和口駅・上野間駅側のホーム端にある構内踏切でつながっている。駅の出入口はその東側に位置する。
日中においては、河和行きの列車は約15分間隔、内海行きの列車は30分間隔でそれぞれ発着する。

### のりば
| 番線 | 路線        | 方向 | 行先                         | 備考                 |
| ---- | ----------- | ---- | ---------------------------- | -------------------- |
| 1    | KC 河和線   | 下り | 河和ゆき                     | 河和線太田川方面から |
| 1    | KC 知多新線 | -    | 内海ゆき                     | 河和線太田川方面から |
| 2    | KC 河和線   | 下り | 河和ゆき                     | 当駅折返し           |
| 2    | KC 河和線   | 上り | 太田川・金山・名鉄名古屋方面 | 河和線河和方面から   |
| 3    | KC 河和線   | 上り | 太田川・金山・名鉄名古屋方面 | 知多新線内海方面から |
| 3    | KC 知多新線 | -    | 内海ゆき                     | 当駅折返し           |

発車番線は統一されていない。なお、無人駅化に際して、河和行と内海行の発車番線案内表示器が設置された。
1番線に太田川方面からの列車、2番線に河和方面からの列車、3番線に内海方面からの列車が入線する。河和方面から3番線には入線できない。なお、2番線から平日2本、土休日3本のみ内海行きが出発する。構造上、知多新線から太田川方面への列車に限り待避が可能であるが当駅での追い抜きは行われない。事故などで河和方面や知多新線が運転見合わせとなった場合、太田川方面から当駅止まりの列車が設定されることがある。この場合、1番線で客を下ろしたあと一旦河和側に引き上げ、改めて2番線に入線する形になる。当駅始発の太田川方面行きの列車も一日数本設定されている。
2011年（平成23年）のダイヤ改正以降、日中に当駅折り返しの普通列車が設定されなくなったため、普通列車は当駅で別方面を発着する優等列車に接続しなくなった。2023年のダイヤ改正以降、内海発着の普通列車は朝と深夜のごく数本を除いて当駅で折り返している。
8両編成で運転される下りの特急列車の後寄りの2両（7・8号車)に乗車した場合、次のドアが開く駅は、河和行き・内海行きともに終点となる。これは途中駅では6両編成分までしか対応しておらず、6号車と7号車の間は列車内から通り抜けができないので、誤って7・8号車に乗車すると途中駅での下車が出来ないためである。

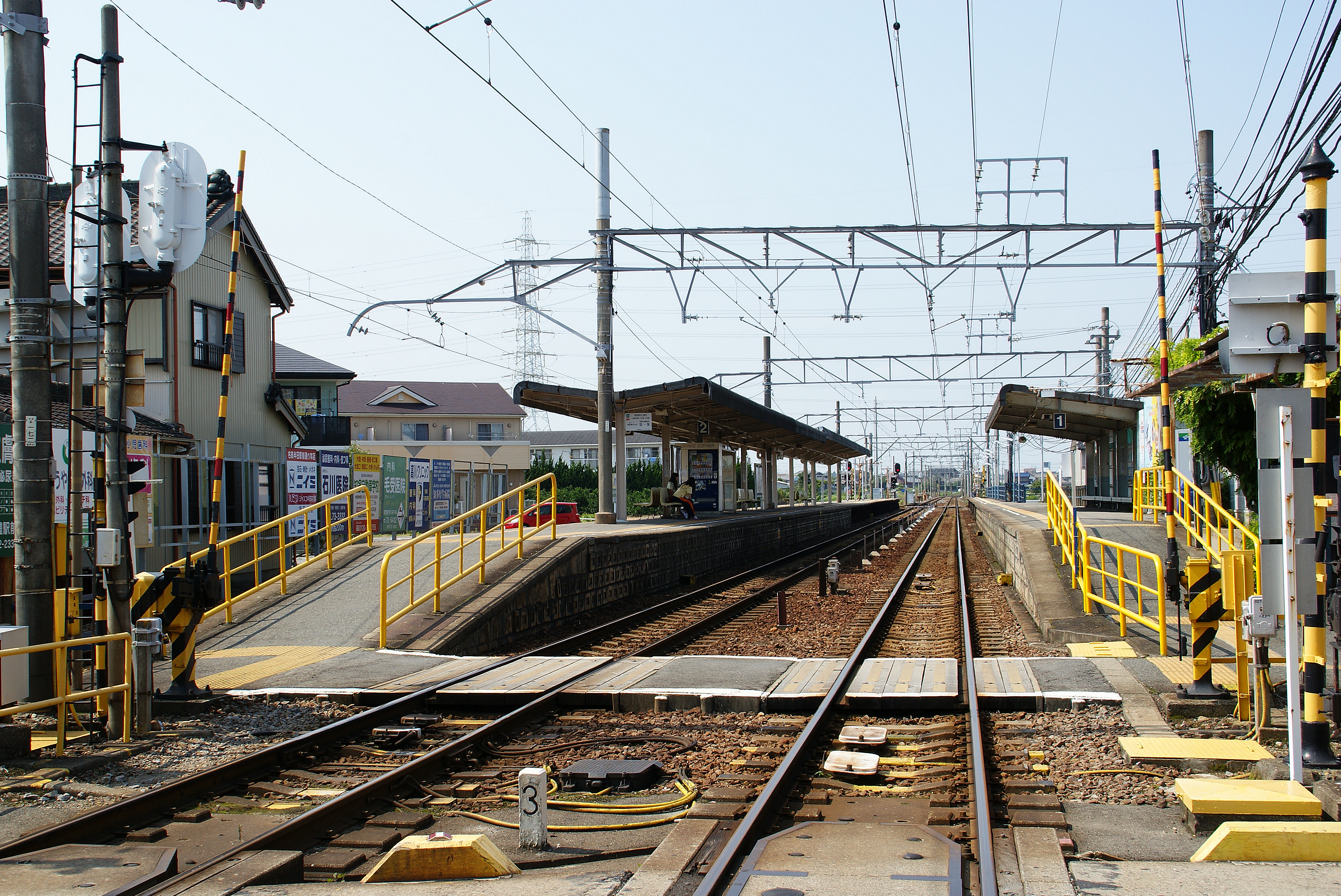
構内全景
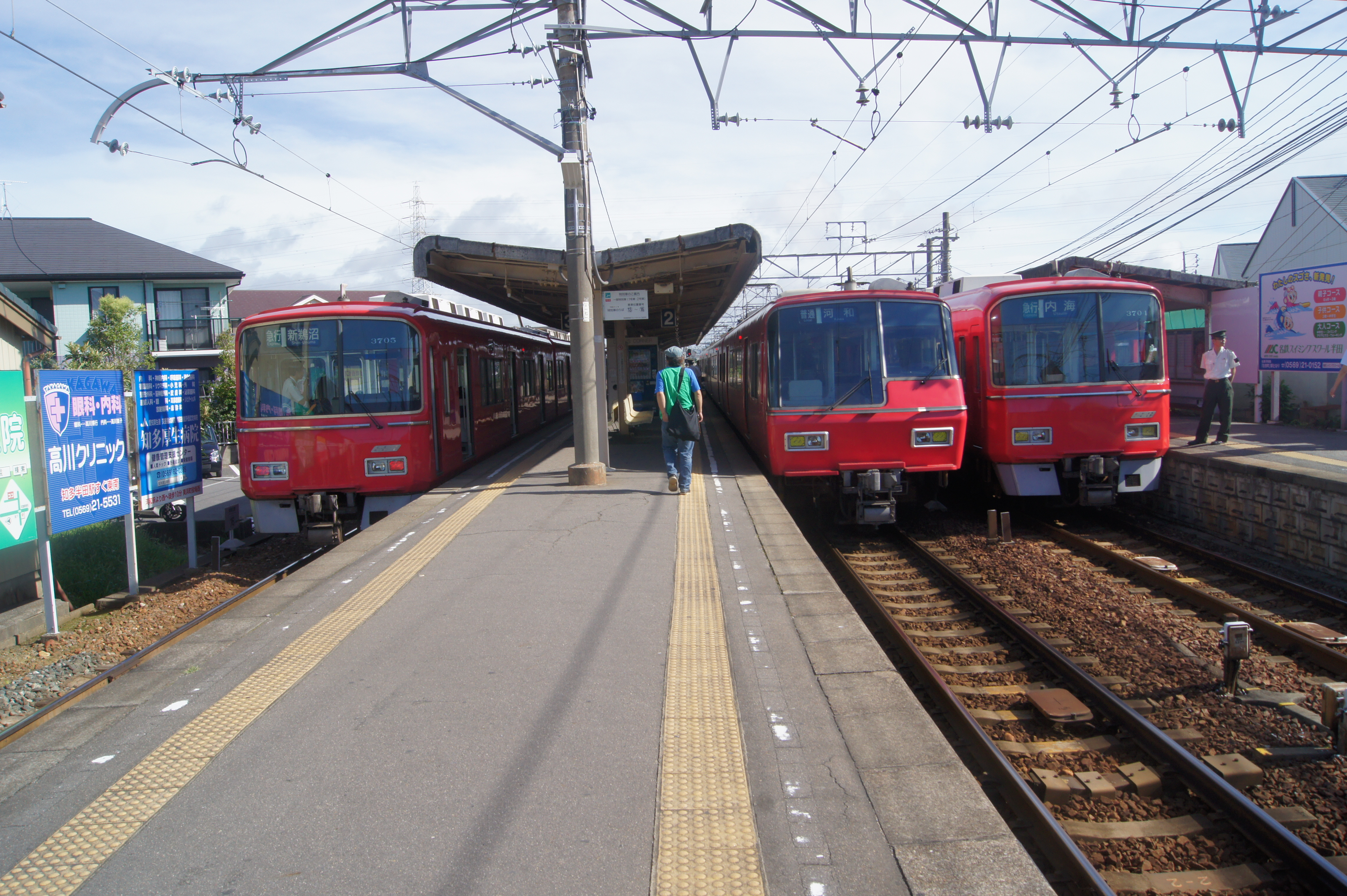
停車中の列車の様子。1番線に内海行き、2番線に河和行き、3番線に新鵜沼行きが入線している。
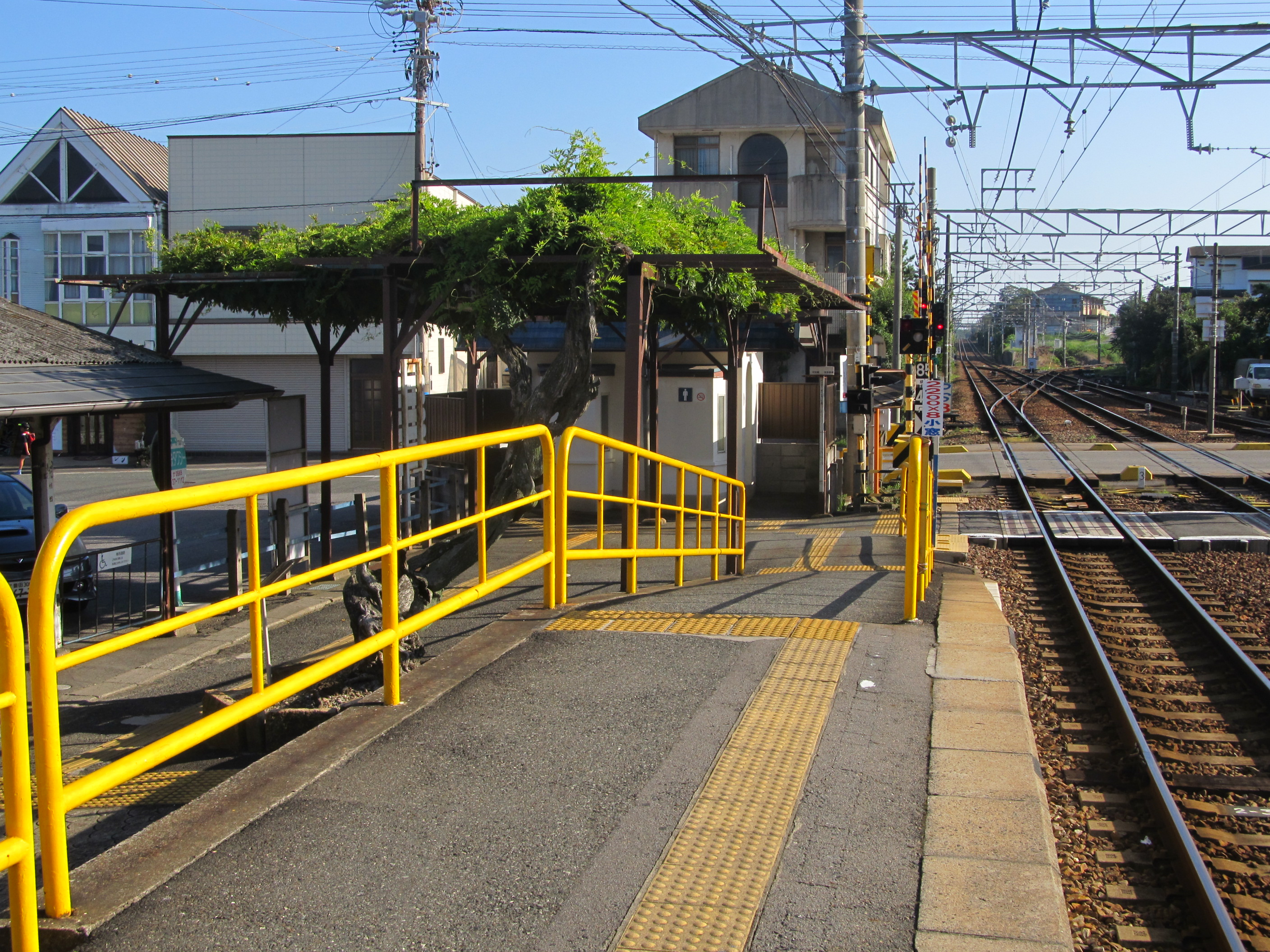
構内にある藤棚は「武豊町町内名木選」に選定されている。
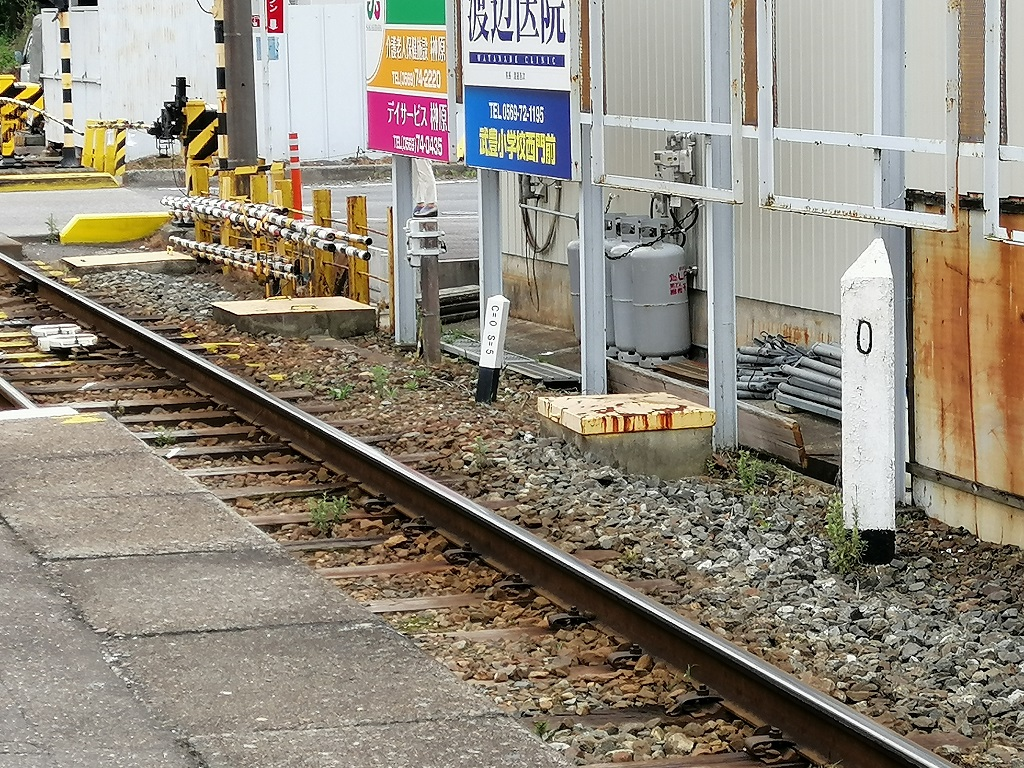
知多新線の0キロポスト
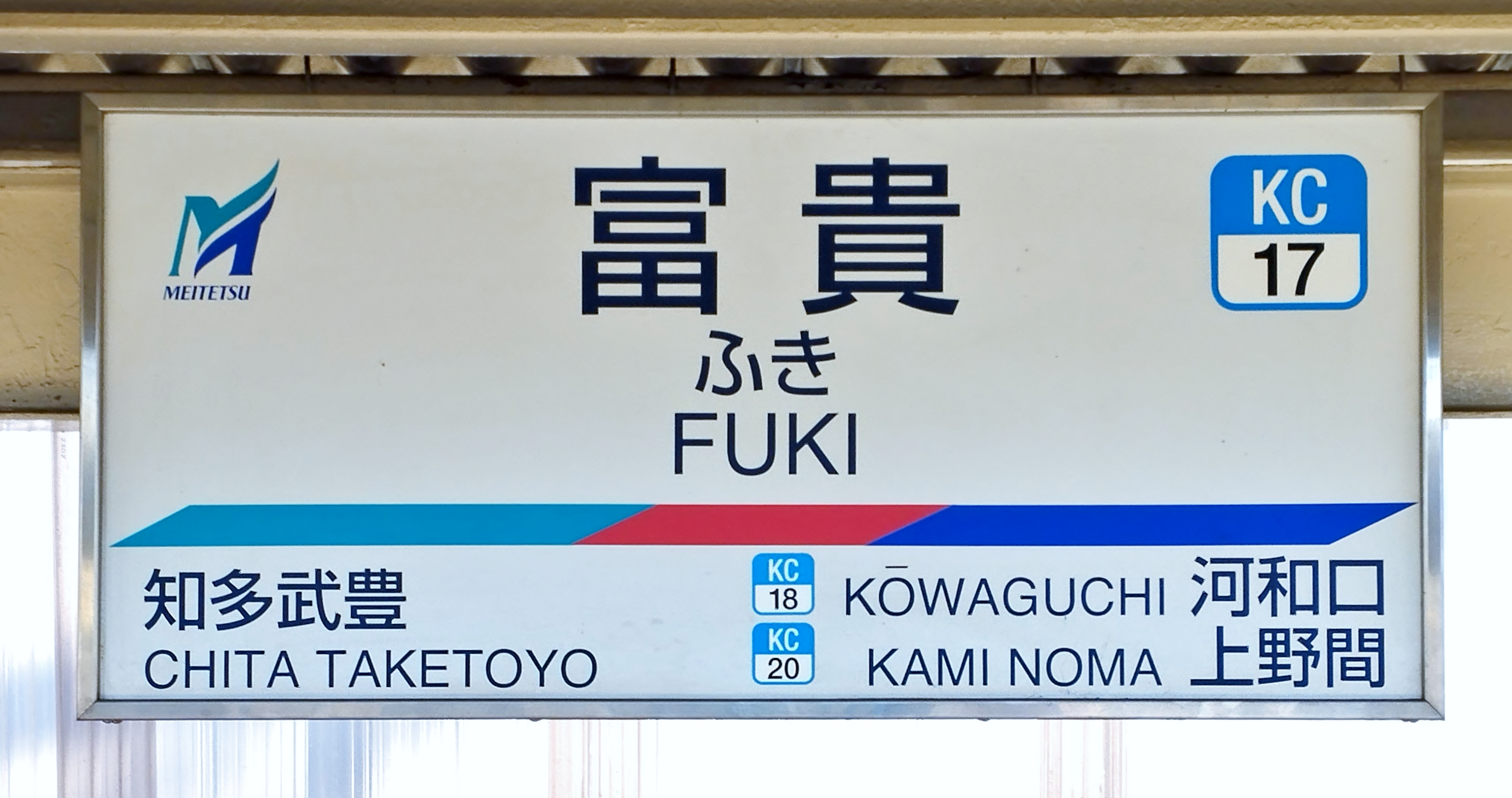
駅名標

### 配線図
| ← 名古屋・岐阜・ 犬山方面 | 名古屋鉄道 富貴駅 構内配線略図 | → 河和方面 |
|                           | ↓ 内海方面                     |            |
| 凡例 出典: 2008年11月現在 |                                |            |

## 利用状況
- 「移動等円滑化取組報告書」によれば、2020年度の1日平均乗降人員は2,156人である[7]。
- 『名鉄120年：近20年のあゆみ』によると2013年度当時の1日平均乗降人員は2,113人であり、この値は名鉄全駅（275駅）中179位、河和線・知多新線（24駅）中14位であった[8]。
- 『名古屋鉄道百年史』によると1992年度当時の1日平均乗降人員は2,411人であり、この値は岐阜市内線均一運賃区間内各駅（岐阜市内線・田神線・美濃町線徹明町駅 - 琴塚駅間）を除く名鉄全駅（342駅）中157位、河和線・知多新線（26駅）中14位であった[9]。
- 「知多半島の統計」によると、当駅の各年度の1日平均乗車人員は以下の通りである[10]。

| 年度               | 1日平均 乗車人員 |
| ------------------ | ---------------- |
| 2010年（平成22年） | 962              |
| 2011年（平成23年） | 1,013            |
| 2012年（平成24年） | 1,024            |
| 2013年（平成25年） | 1,058            |
| 2014年（平成26年） | 1,041            |
| 2015年（平成27年） | 1,065            |
| 2016年（平成28年） | 1,098            |
| 2017年（平成29年） | 1,153            |
| 2018年（平成30年） | 1,234            |
| 2019年（令和元年） | 1,256            |

## 駅周辺
当駅名や周辺の公共施設名などには「富」の部首が宀（うかんむり）となったものを用いるが、付近の地名は冖（わかんむり）を用いることも多い。

### 主な施設
- 武豊町役場富貴支所
- 中部電力 武豊火力発電所・メガソーラーたけとよ発電所
- 富貴郵便局
- JAあいち知多 富貴支店
- 武豊町立富貴中学校
- 武豊町立富貴小学校

### バス路線
駅東口に「富貴駅東」の停留所がある。
- 武豊町コミュニティバス（南ルート）

## 隣の駅
名古屋鉄道
KC 河和線
■特急・□快速急行・■急行・■準急・■普通
知多武豊駅 (KC16) - 富貴駅 (KC17) - 河和口駅 (KC18)
KC 知多新線
■特急・□快速急行・■急行・■普通
（知多半田駅方面 - ） 富貴駅 (KC17) - （別曽池信号場） - 上野間駅 (KC20)
※ かつては河和口 - 当駅間に四海波駅、布土駅が存在した。また、知多武豊 - 当駅間にも浦島駅があった。